# Йосип Шутало
Йосип Шутало (хорв. Josip Šutalo, нар. 28 лютого 2000, Чапліна) — хорватський футболіст, захисник амстердамського «Аякса» та національної збірної Хорватії.
Триразовий чемпіон Хорватії.

## Клубна кар'єра
Йосип Шутало народився 2000 року в місті Чапліна. Розпочав займатися футболом у юнацькій команді клубу «Неретва», пізніше перейшов до школи клубу «Динамо» із Загреба. З 2018 року Шутало грав у другій команді загребського «Динамо», а з 2019 року грав у першій команді клубу. У сезоні 2019—2020 років у складі команди став чемпіоном Хорватії.
На початку 2021 року Йосип Шутало на правах оренди грав у складі клубу «Істра 1961». За півроку повернувся до складу загребського «Динамо», й у сезоні 2021—2022 років удруге став у складі загребської команди чемпіоном країни.
З 2023 року Йосип Шутало грає у складі амстердамського «Аякса».

## Виступи за збірні
У 2015 році Йосип Шутало дебютував у складі юнацької збірної Хорватії віком гравців до 15 років, на юнацькому рівні грав у збірних усіх вікових груп, загалом на юнацькому рівні взяв участь у 34 іграх, відзначившись одним забитим голом.
З 2021 року Йосип Шутало грає у складі молодіжної збірної Хорватії. На молодіжному рівні зіграв у 2 матчах.
У 2022 році футболіст дебютував у складі національної збірної Хорватії. У листопаді 2022 року Шутало включили до складу збірної для участі в чемпіонаті світу 2022 року в Катарі.

## Статистика виступів

### Статистика виступів за збірну
| Дата       | Місто      | Господарі  | Результат               | Гості    | Турнір                               | Голи | Примітки |
| ---------- | ---------- | ---------- | ----------------------- | -------- | ------------------------------------ | ---- | -------- |
| 10-6-2022  | Копенгаген | Данія      | 0 – 1                   | Хорватія | Ліга націй УЄФА 2022-2023 - 1-й етап | -    |          |
| 13-6-2022  | Сен-Дені   | Франція    | 0 – 1                   | Хорватія | Ліга націй УЄФА 2022-2023 - 1-й етап | -    |          |
| 22-9-2022  | Загреб     | Хорватія   | 2 – 1                   | Данія    | Ліга націй УЄФА 2022-2023 - 1-й етап | -    |          |
| 17-12-2022 | Ер-Раян    | Хорватія   | 2 – 1                   | Марокко  | ЧС 2022 - матч за 3-тє місце         | -    |          |
| 25-3-2023  | Спліт      | Хорватія   | 1 – 1                   | Уельс    | Відбір до ЧЄ 2024                    | -    |          |
| 28-3-2023  | Бурса      | Туреччина  | 0 – 2                   | Хорватія | Відбір до ЧЄ 2024                    | -    |          |
| 14-6-2023  | Роттердам  | Нідерланди | 2 – 4 д.ч.              | Хорватія | Ліга націй УЄФА 2022—2023 - півфінал | -    | 91'      |
| 18-6-2023  | Роттердам  | Хорватія   | 0 – 0 д.ч. (4 - 5 п.п.) | Іспанія  | Ліга націй УЄФА 2022—2023 - фінал    | -    |          |
| 8-9-2023   | Рієка      | Хорватія   | 5 – 0                   | Латвія   | Відбір до ЧЄ 2024                    | -    |          |
| 11-9-2023  | Єреван     | Вірменія   | 0 – 1                   | Хорватія | Відбір до ЧЄ 2024                    | -    |          |
| Усього     |            | Матчів     | 10                      |          | Голів                                | 0    |          |

| Дата     | Місто         | Господарі | Результат | Гості       | Турнір                             | Голи | Примітки |
| -------- | ------------- | --------- | --------- | ----------- | ---------------------------------- | ---- | -------- |
| 2-9-2021 | Велика Гориця | Хорватія  | 2 – 0     | Азербайджан | Кваліфікація молодіжного Євро-2023 | -    |          |
| 7-9-2021 | Оулу          | Фінляндія | 0 – 2     | Хорватія    | Кваліфікація молодіжного Євро-2023 | -    |          |
| Усього   |               | Матчів    | 2         |             | Голів                              | 0    |          |

## Титули і досягнення
- Чемпіон Хорватії (3):

«Динамо» (Загреб): 2019-20, 2021-22, 2022-23
- Володар Суперкубка Хорватії (2):

«Динамо» (Загреб): 2022, 2023
Збірна Хорватії
- Бронзовий призер чемпіонату світу: 2022

Особисті досягнення
- Команда місяця Ередивізі (2): вересень 2024[1], квітень 2025[2]